# Championnat de Tunisie masculin de volley-ball 2006-2007
Navigation
Saison précédente Saison suivante
Le championnat de Tunisie masculin de volley-ball 2006-2007 est la 52e édition à se tenir depuis 1956. Il est disputé par les dix meilleurs clubs en trois phases : une première phase de classement en aller et retour, une deuxième de play-off et play-out en aller et retour avec respectivement quatre clubs disputant un double aller et double retour et six clubs répartis en deux poules, et un tournoi de barrages entre les deuxième et troisième du play-out et les deuxième et troisième du play-off de la nationale B. 
C'est une saison faste pour l'Espérance sportive de Tunis qui cumule championnat et coupe de Tunisie ainsi que la coupe arabe des clubs champions. Le tenant du titre, l'Étoile sportive du Sahel, est finaliste des deux dernières compétitions, perdant à chaque fois sur un score de 3-0. Les lauréats de la saison, entraînés par Mounir Gara, sont Khaled Belaïd, Aymen Besserour, Ghazi Guidara, Aymen Brinis, Novak Stankovic, Hichem Kaâbi, Marouene Fehri, Skander Ben Tara, Haythem Oueslati, Karim Brini, Mohamed Amine Zouaoui et Chokri Jouini (en plus des remplaçants Mohamed Ali Louati, Mohamed Derbel et Dennis Mselmani).
Pour la relégation, le promu, l'Avenir sportif de La Marsa, est le seul à rétrograder et à être remplacé par l'Union sportive des transports de Sfax.

## Division nationale A

### Première phase
Les quatre premiers jouent le play-off et les six autres disputent le play-out.
| Rang | Équipe                      | Points | Matchs | Victoires à 3 pts | Victoires à 2 pts | Défaites à 1 pt | Défaites à 0 pt | Sets pour | Sets contre |
| 1    | Espérance sportive de Tunis | 49     | 18     | 15                | 2                 | 0               | 1               | 51        | 13          |
| 2    | Étoile sportive du Sahel    | 41     | 18     | 13                | 0                 | 2               | 3               | 44        | 19          |
| 3    | Club olympique de Kélibia   | 37     | 18     | 8                 | 6                 | 1               | 3               | 46        | 27          |
| 4    | Club sportif sfaxien        | 36     | 18     | 9                 | 3                 | 3               | 3               | 42        | 26          |
| 5    | Saydia Sports               | 35     | 18     | 9                 | 2                 | 4               | 3               | 42        | 27          |
| 6    | Tunis Air Club              | 21     | 18     | 4                 | 3                 | 3               | 8               | 30        | 41          |
| 7    | Aigle sportif d'El Haouaria | 17     | 18     | 3                 | 1                 | 6               | 8               | 28        | 45          |
| 8    | Union sportive de Carthage  | 17     | 18     | 3                 | 3                 | 2               | 10              | 24        | 43          |
| 9    | Club sportif de Hammam Lif  | 10     | 18     | 2                 | 2                 | 0               | 14              | 17        | 46          |
| 10   | Avenir sportif de La Marsa  | 7      | 18     | 1                 | 1                 | 2               | 14              | 14        | 51          |

### Play-off
Les quatre clubs se rencontrent en deux allers et deux retours, le premier étant déclaré champion de Tunisie.
| Rang | Équipe                      | Points | Matchs | Victoires à 3 pts | Victoires à 2 pts | Défaites à 1 pt | Défaites à 0 pt | Sets pour | Sets contre |
| 1    | Espérance sportive de Tunis | 29     | 12     | 8                 | 2                 | 1               | 1               | 33        | 13          |
| 2    | Club olympique de Kélibia   | 27     | 12     | 7                 | 2                 | 2               | 1               | 32        | 17          |
| 3    | Club sportif sfaxien        | 10     | 12     | 2                 | 1                 | 2               | 7               | 17        | 29          |
| 4    | Étoile sportive du Sahel    | 6      | 12     | 1                 | 1                 | 1               | 9               | 9         | 32          |

### Play-out
Les six clubs sont répartis en deux poules de trois clubs.

#### Poule A
- 1er : Tunis Air Club
- 2e : Aigle sportif d'El Haouaria
- 3e : Avenir sportif de La Marsa

#### Poule B
- 1er : Saydia Sports
- 2e : Club sportif de Hammam Lif
- 3e : Union sportive de Carthage

#### Matchs de classement
Saydia Sports et le Tunis Air Club se maintiennent en division nationale A. Le Club sportif de Hammam Lif bat l'Aigle sportif d'El Haouaria et se maintient également alors que son adversaire va disputer les barrages. L'Union sportive de Carthage bat quant à elle l'Avenir sportif de La Marsa ; elle dispute les barrages alors que son adversaire rétrograde en nationale B.

## Division nationale B

### Première phase
Avec l'engagement pour la première fois de Boumhel Bassatine Sport, ils sont sept clubs à disputer ce championnat. Le classement de la première phase permettant de qualifier quatre clubs au play-off est le suivant : 
- 1er : Union sportive des transports de Sfax : 35 points
- 2e : Association sportive des PTT Sfax : 26 points
- 3e : Fatah Hammam El Ghezaz : 22 points
- 4e : Boumhel Bassatine Sport : 22 points
- 5e : Étoile olympique La Goulette Kram : 15 points
- 6e : Zitouna Sports : 3 points
- 7e : Étoile sportive de Radès : 0 point

### Deuxième phase

#### Play-off
- 1er : Union sportive des transports de Sfax (monte)
- 2e : Association sportive des PTT Sfax (barragiste)
- 3e : Fatah Hammam El Ghezaz (barragiste)
- 4e : Boumhel Bassatine Sport (reste en Nationale B)

L'Union sportive des transports de Sfax, qui revient en division nationale A, a pour président Jamel Tallous et comme entraîneur Mohamed Trabelsi. Son effectif est composé de Bassem Makni, Abdelaziz Gherab, Mohamed Ben Ali, Hassène Gargouri, Héni Chaâri, Mohamed Mehdi Trigui, Aymen Ben Salah, Lassaad Helali, Niazi Sellam, Moenes Medhioub, Néji Ben Salem et Slim Masmoudi.

#### Barrages
- 1er : Union sportive de Carthage (se maintient en nationale A)
- 2e : Aigle sportif d'El Haouaria (se maintient en nationale A)
- 3e : Association sportive des PTT Sfax (reste en nationale B)
- 4e : Fatah Hammam El Ghezaz (reste en nationale B)